# Štefan Ličartovský
Štefan Ličartovský (Praga, 6 settembre 1984) è un ex cestista ceco.
Poteva ricoprire indifferentemente i ruoli di guardia, ala piccola e ala grande.

## Carriera
Giocatore fisso nella nazionale ceca, nella stagione 2009-10 ha giocato nella serie A svedese con l'Eco Örebro segnando 10,8 punti col 38,2% nel tiro da tre punti.
Per la stagione 2010–11 viene ingaggiato dalla Fulgor Libertas Forlì squadra militante in Legadue con la quale firma un contratto triennale.
Nel mese di dicembre 2010 dopo una serie di partite molto al di sotto delle aspettative viene tagliato. Rimasto nel frattempo nella cittadina forlivese, a febbraio sceglie di aggregarsi all'AICS Forlì, squadra di Serie C regionale, ovvero la sesta serie nazionale. Per la stagione successiva torna all'Eco Örebro.